# Есмет-Акхомов графит
Есмет-Акхомов графит (или Philae 436) представља последњи познати натпис исписан староегипатским хијероглифима. Урезан је у храму Филе у јужном Египту, 394. године. Датум му се процењује на Озирисов рођендан, година 110. (Диоклецијана), што одговара 24. августу 394. године.
Графит се налази у близини Хадријанове капије, на северном зиду у холу храма богиње Изиде на острву Филе. Урезао га је један од последњих староегипатских свештеника, на рођендан бога Озириса, 110. године од римског цара Диоклецијана (24 август, 394. година), у периоду када је хришћанство замењивало древну религију. У њему стоји:
| „ | „Пред Мерулом, Хорусовим сином, руком(?) пише(?) Есмет-Акхом(?) син Есмета, другог пророка Изидиног, за вечност. Речи изговорио Мерул, господар Абатона, велики бог.“ | ” |

Демотски натпис испод хијероглифског казује: 
| „ | „Ја, Есмет-Акхом, писар Изидине куће сећања(?), син Есмет-Панекхате-а, другог Изидиног пророка и његове мајке Есве-Ре; Израдих ову фигуру Мандулиса за вечност, јер он је доброћудан(?) према мени. Данас, на дан рођења Озирисовог, у част (?) фестивала његовог, година 110.“ | ” |

Острво Филе у Насеровом језеру је последње познато седиште староегипатске религије.